# Ожарівка
Ожа́рівка — село в Україні, у Старосинявській селищній громаді Хмельницького району Хмельницької області. Населення становить 184 особи.

## Історія
7 (20) листопада 1917 року, відповідно до Третього Універсалу Української Центральної Ради, увійшло до складу Української Народної Республіки.
12 червня 2020 року, відповідно до розпорядження Кабінету Міністрів України № 727-р «Про визначення адміністративних центрів та затвердження територій територіальних громад Хмельницької області», увійшло до складу Старосинявської селищної громади.
19 липня 2020 року, в результаті адміністративно-територіальної реформи та ліквідації Старосинявського району, село увійшло до складу новоутвореного Хмельницького району.

## Населення

### Мова
Розподіл населення за рідною мовою за даними перепису 2001 року:
| Мова       | Кількість | Відсоток |
| ---------- | --------- | -------- |
| українська | 184       | 100%     |

## Відомі люди
В селі народився Левицький Василь Йосипович (1917–1990) — Герой Радянського Союзу, брат у других Олексія Яковича Левицького.
В селі народився Левицький Олексій Якович (1931–2008) — оперний співак, народний артист Росії, брат у других Василя Йосиповича Левицького, активіст новосибірської української громади.